# Reinhardt Møbjerg Kristensen
Reinhardt Møbjerg Kristensen (ur. 9 grudnia 1948) – duński zoolog, znany przede wszystkim jako odkrywca trzech nowych dla nauki typów. Specjalizuje się w badaniach mejofauny i taksonomii niesporczaków.

## Edukacja i kariera naukowa
Reinhard Kristensen w 1971 uzyskał tytuł licencjata na Uniwersytecie w Århus na kierunku geologia-biologia, a w 1976 tytuł magistra zoologii na Uniwersytecie Kopenhaskim na którym kontynuował pracę naukową. Od 1988 związany jest głównie z Muzeum Zoologicznym w Kopenhadze (podległym również pod Uniwersytet Kopenhaski).
Kristensen uczestniczył w licznych ekspedycjach naukowym, w tym w ekspedycji Galathea 3. Przez trzy lata (1976-1979) był dyrektorem naukowym Stacji Arktycznej Uniwersytetu Kopenhaskiego na wyspie Disko na Grenlandii, pełnił również funkcje redaktora w licznych czasopismach naukowych, min. "Zoologischer Anzeiger ", "Zoologica Scripta" czy "Systematics and Biodiversity".

## Dokonania
Reinhard Kristensen jest najbardziej znany jako odkrywca trzech nowych dla nauki typów zwierząt. Są to:
- kolczugowce (Loricifera) opisane w 1983 roku[1],
- lejkogębce (Cycliophora) opisane wraz z Peterem Funchiem w 1995 roku[2],
- drobnoszczękie (Micrognathozoa) opisane również z Peterem Funchiem w 2000 roku[3].

W 2014 roku, razem z Jeanem Justem i Jørgenem Olesenem, Kristensen został współautorem opisu tajemniczego zwierzęcia Dendrogramma, które może stanowić czwarty typ współopisany przez badacza.
Reinhardt Kristensen jest również światowej klasy specjalistą w taksonomii i biologii niesporczaków i kolczugowców oraz autorem opisów licznych nowych gatunków zwierząt należących min. do pierścienic, ryjkogłowów, wrotków i szczękogębych.

## Źródła
- Reinhardt Kristensen na stronie Uniwersytetu Kopenhaskiego